# Баккехусет
Баккехусет (дат. Bakkehusmuseet, досл. «Дом на холме») — это исторический дом-музей на улице Рахбекс Алле в Фредериксберг, Дания. С 20-х годов XVI века он выполнял различные функции, в том числе был фермой, постоялым двором, частным домом, психиатрической больницей и сиротским приютом. Особенно он ассоциируется с Золотым веком Дании, когда им владел Кнуд Люне Рабек, а его жена, Камма Рахбек, использовала его в качестве места для проведения своих литературных салонов.

## История

### Ранние годы
Баккехусет ведет свою историю с 20-х годов XVI века. Стратегически расположенный на главной дороге из Копенгагена в Роскилле, он долгое время служил постоялым двором. Когда Клаус Вендорф умер в 1649 году, его вдова безуспешно пыталась получить продление лицензии на эксплуатацию трактира.
Бывший премьер-министр Дании граф Йохан Людвиг Хольштейн приобрёл участок в 1756 году. Земля была удобно расположена рядом с дворцом Фредериксберг, и он намеревался построить на этом месте новый загородный дом, но его планы так и не были реализованы, поскольку он умер в 1763 году. Вместо этого недвижимость перешла к его строительному мастеру Йохану Кристиану Конради, который в следующем году завершил реконструкцию дома, по-прежнему служившего трактиром. Когда Конради обанкротился в 1777 году, поместье снова сменило владельца.
Кнуд Люне Рабек был постоянным клиентом трактира с 1787 года и до 1802 года, когда он приобрёл это поместье и сделал его своим частным домом.

### Дом Рабеков

#### Культурное заведение
После того как Рабеки стали владельцами Баккехусета, он быстро превратился в популярное светское место для литературного и интеллектуального круга города. Среди постоянных посетителей были Адам Эленшлегер, Андерс Сандё Эрстед, Ханс Кристиан Андерсен, Иенс Баггесен, Иенс Коллин, коллега Рабека по режиссуре Королевского театра Дании — Пауль Мартин Мёллер, епископ Зеландский Мюнстер и Бернхард Северин Ингеманн.
Поддерживать насыщенную светскую жизнь было дорого, но ни у Рабека, ни у Каммы не было больших денег. Они сдавали комнаты в аренду, чтобы пополнить свои доходы, и Камме удавалось выжимать максимум из их небольших сбережений.
Впоследствии дом служил летней резиденцией для таких людей, как Йохан Людвиг Хейберг, Йоханна Луиза Хейберг и Николай Грундтвиг.

#### Сад Каммы Рахбек
Поместье Баккехусет занимало 3,5 гектара земли. Камма с энтузиазмом разбила на территории сад с небольшим прудом, газонами, цветами и множеством редких растений. Это был один из первых частных садов в английском стиле, разбитых в Дании.

### Дальнейшая судьба дома
Одно из трёх крыльев пришло в запустение и в итоге было снесено. Некоторое время здание использовалось в качестве психиатрической больницы, но совсем скоро клиника переехала за пределы Биркерёда. Музей в Баккехусете открылся в 1925 году.

## Современное состояние

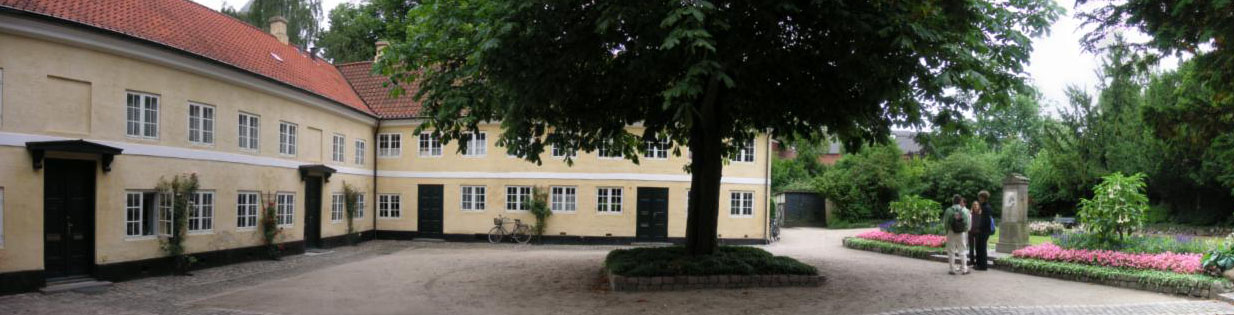
Панорама Баккехусета

Музей состоит из ряда мемориальных комнат, посвящённых некоторым знаменитостям, которые жили в этом здании на протяжении многих лет.
Здание расположено рядом с районом Карлсберг, бывшей промышленной площадкой пивоваренной компании Carlsberg, которая сейчас перестраивается в новый густонаселенный район Копенгагена. Рядом с музеем планируется разбить небольшой парк.